# Поплавська сільська рада (Білорусь)
Поплавська сільська рада (біл. Паплаўскі сельсавет) — адміністративно-територіальна одиниця в складі Березинського району розташована в Мінській області Білорусі. Адміністративний центр — Поплави.
Поплавська сільська рада розташована на межі центральної Білорусі, у східній частині Мінської області, на захід від районного центру Березино — орієнтовне розташування — супутникові знімки.
До складу сільради входять 32 населені пункти:
- Великі Логи • Борки • Гута • Домашки • Жабихове • Железково • Жеремець • Заболоття • Забір'я • Заямне • Зелений Гай • Калініно • Костовщина • Червона Поляна • Червоний Берег • Червоний Дар • Червоний Сад • Кринки • Купи • Лучки • Малі Логи • Микуличі • Негоничі • Мартиянівка • Новини • Павлівка • Погулянка • Підволожка • Поплави • Смолярня • Соснове Болото • Старий Будків.